# Gilles Le Breton
Pour les articles homonymes, voir Le Breton.
Ne doit pas être confondu avec Gilles Lebreton, homme politique français membre du Front national
Gilles Le Breton (mort en 1553) était un architecte français et maître-maçon pendant la Renaissance. Il est connu pour être l'un des architectes potentiels du château de Fontainebleau.

## Biographie

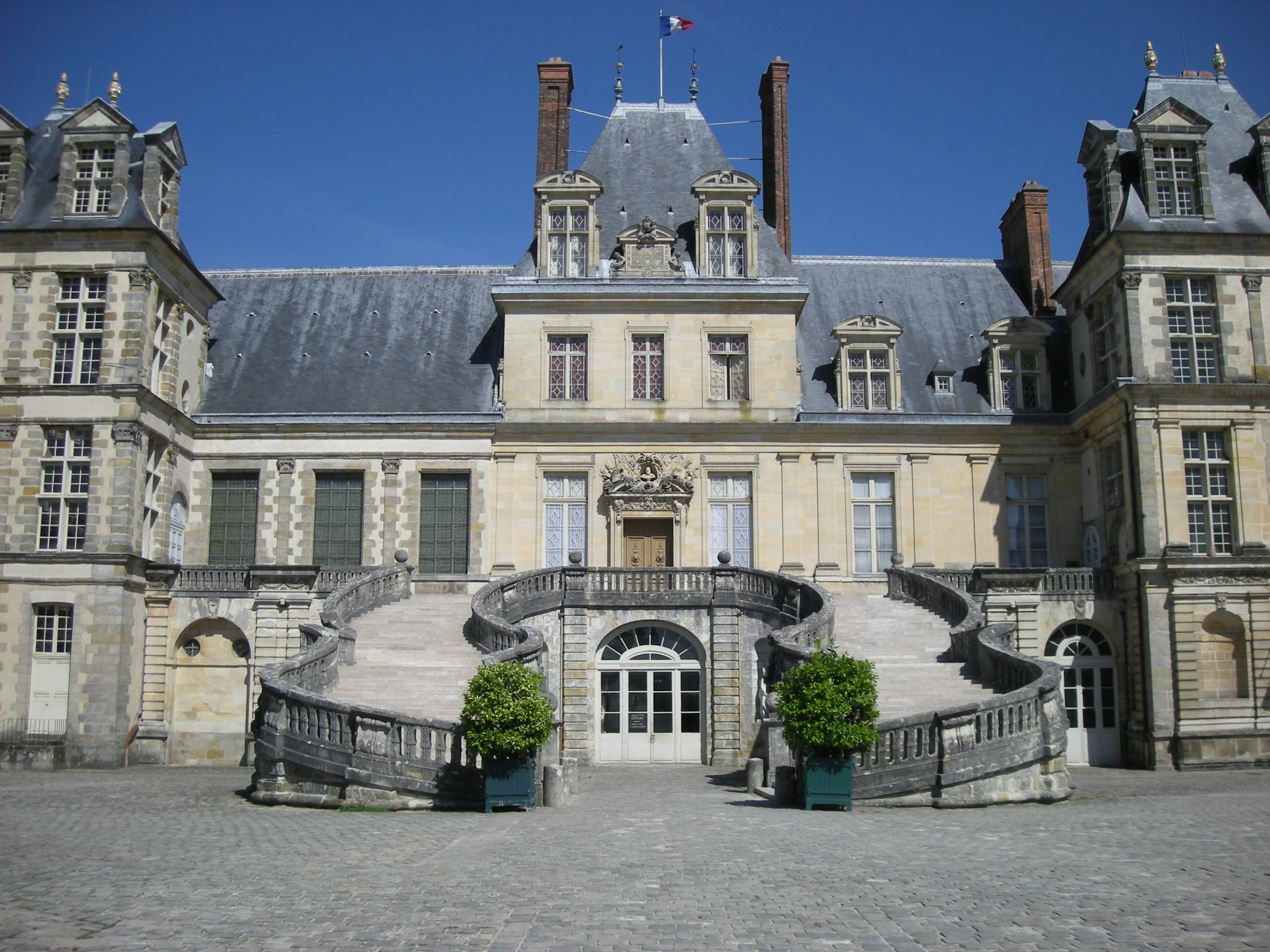
Château style médiéval, renaissance, classique initialement résidence royale ou impériale. Début de construction au XIIe siècle et fin de construction au XIXe siècle.

En 1526, Gilles Le Breton travaille au château de Chambord sous la direction de Pierre Nepveu. En 1527, il est nommé « maître général des œuvres de Maçonnerie du roi », ou maître-maçon. C’est à cette époque que François Ier commence des travaux de rénovation à Fontainebleau, l'ancien pavillon de chasse médiéval des monarques français, juste au sud-est de Paris. Le 28 avril 1528, Gilles Le Breton signe un contrat avec le roi pour faire les rénovations de la veille tour, en ériger une autre et rénover l'entrée, ainsi que plusieurs petites tours et les galeries. Gilles Le Breton est ensuite chargé de construire la chapelle de Saint-Saturnin et de rénover un escalier en août 1531. On lui avait promis 18 000 livres pour le travail sur le grand escalier, par un contrat en mars 1540. Philibert Delorme, l’architecte de François Ier, reconnut Gilles Le Breton plus tard en 1540. Bien que de Philibert de Lorme soit devenu l’architecte principal de Fontainebleau en 1548, on pense que Gilles Le Breton est resté sur le projet jusqu'à sa mort.
Les œuvres de Gilles Le Breton à Fontainebleau comprennent la porte Dorée et la loggia, la cour Ovale, la cour du Cheval Blanc et la chapelle de la Trinité.
Gilles Le Breton est mort en 1553 à Avon en Seine-et-Marne.